# Pallacanestro Cantù 1973-1974
Questa voce raccoglie le informazioni riguardanti la Pallacanestro Cantù nelle competizioni ufficiali della stagione 1973-1974.

## Stagione
La stagione 1973-1974 della Pallacanestro Cantù sponsorizzata Forst, è la 19ª nel massimo campionato italiano di pallacanestro, la Serie A.
Per la stagione 1973-1974 uno dei criteri di ammissione alla Serie A era l'avere un impianto di gioco per un minimo di 3500 persone, così il presidente Aldo Allievi, prima dell'inizio avrebbe dovuto presentare tutti i documenti inerenti alla costruzione di un nuovo impianto o l'ampliamento di quello già esistente, il Parini. Però il 30 ottobre il Comune non approvò il progetto e Cantù fu costretta ad emigrare per l'intera stagione a Brescia. A campionato iniziato un gruppo di privati, denominato "quelli di Pianella" (un rione di Cantù), si interessarono alla questione del palazzetto. Così la cordata guidata da "Togn de Gaian", al secolo Antonio Borghi, si impegnò a sostenere i costi della struttura, trovando un'area presso Cucciago. Da questo momento iniziarono i lavori per il nuovo palasport che avrebbe assunto il nome di "Pianella" proprio in onore dei generosi privati.
Invece per quanto riguardava la Coppa Korać l'impianto del Parini era più che sufficiente così l'8 gennaio ci fu il debutto contro l'Olympique d'Antibes che venne travolto con trenta punti di scarto. La marcia in coppa continuò regolare battendo il Barcelona e l'ASVEL, raggiungendo così la finale contro il Partizan di Dražen Dalipagić, battuto sia all'andata che al ritorno, in trasferta. In questo modo l'11 aprile Cantù sollevò la sua seconda coppa europea, ancora in trasferta.

## Roster
| N° | Naz.                   | Ruolo | Sportivo             |  |  |  |  |
| -- | ---------------------- | ----- | -------------------- |  |  |  |  |
| 4  | Italia (bandiera)      | P     | Giorgio Cattini      |  |  |  |  |
| 6  | Italia (bandiera)      | G     | Carlo Recalcati      |  |  |  |  |
| 7  | Italia (bandiera)      | A     | Franco Meneghel      |  |  |  |  |
| 8  | Italia (bandiera)      | AG    | Fabrizio Della Fiori |  |  |  |  |
| 9  | Italia (bandiera)      | A     | Antonio Farina       |  |  |  |  |
| 13 | Stati Uniti (bandiera) | C     | Bob Lienhard         |  |  |  |  |
| 14 | Italia (bandiera)      | P     | Pierluigi Marzorati  |  |  |  |  |
| 15 | Italia (bandiera)      | C     | Mario Beretta        |  |  |  |  |
| 16 | Italia (bandiera)      | C     | Renzo Tombolato      |  |  |  |  |
|    | Italia (bandiera)      | ALL.  | Arnaldo Taurisano    |  |  |  |  |

## Mercato
| Acquisti | Acquisti | Acquisti | Acquisti |
| R.       | Nome     | da       | Modalità |
| -------- | -------- | -------- | -------- |

| Cessioni | Cessioni          | Cessioni         | Cessioni                    |
| R.       | Nome              | a                | Modalità                    |
| -------- | ----------------- | ---------------- | --------------------------- |
| C        | Luciano Vendemini | Sebastiani Rieti | definitivo (100 milioni L.) |

## Risultati
| Coppa Korać 1973-1974 |
| --------------------- |
| Forst Cantù2º titolo  |